# Чорний птах (мінісеріал)
«Чорний птах» (англ. Black Bird) — американський мінісеріал Денніса Ліхейна в жанрі кримінальної драми, заснований на автобіографічному романі Джеймса Кіна 2010 року під назвою «Разом з дияволом: занепалий герой, серійний вбивця і небезпечна угода для спокути». Прем'єра серіалу, що складається із шести епізодів, відбулася 8 липня 2022 року на стрімінговій платформі Apple TV+.

## Сюжет
Сюжет мінісеріалу ґрунтується на реальних подіях. Головний герой, Джиммі Кін, засуджений на десять років в'язниці, отримує пропозицію від ФБР — якщо йому вдасться отримати зізнання від Ларрі Холла, якого підозрюють у серійних вбивствах, Джиммі вийде на волю.

## У ролях
- Тарон Еджертон — Джеймс Кін
- Пол Волтер Гаузер — Ларрі Холл
- Грег Кіннер — Брайан Міллер
- Сепіде Моафі — Лорен Макколі
- Рей Ліотта — Джеймс «Великий Джим» Кін
- Робін Малкольм — Семмі Кін
- Роберт Віздом — Едмунд Бомонт
- Тоні Амендола — Вінсент Джиганте

## Виробництво
Мінісеріал був анонсований у січні 2021 року, тоді ж на головні ролі в ньому були затверджені Терон Еджертон та Пол Волтер Хаузер. У березні 2021 року до акторського складу приєднався Рей Ліотта. Через місяць стало відомо, що в проекті знімуться Грег Кіннір та Сепіде Моафі.
Зйомки мінісеріалу відбулися з квітня по серпень 2021 року в Новому Орлеані (штат Луїзіана).
Прем'єра мінісеріалу, що складається із шести епізодів, відбулася 8 липня 2022 року на стрімінговій платформі Apple TV+.
Рей Ліотта не дожив до прем'єри і помер у травні 2022.

## Оцінки критиків
На сайті-агрегаторі Rotten Tomatoes рейтинг телесеріалу складає 98 % на підставі 65 рецензій критиків із середньою оцінкою 8,2 із 10.
На сайті-агрегаторі Metacritic рейтинг міні-серіалу становить 80 балів зі 100 можливих на підставі 29 рецензій критиків, що означає «загалом позитивні відгуки».